# 古巴棒球代表隊
古巴棒球代表隊（西班牙語：Selección de béisbol de Cuba）是代表古巴參加國際棒球賽事的國家代表隊，曾是全球公認實力最為堅強的球隊。隊中所有的球員都是來自古巴國家聯盟的業餘球員，因為古巴並沒有職業棒球賽事。
雖然古巴隊陣中皆是業餘球員，但是實力卻是不可否認的，自1992年巴塞隆納奧運開始，古巴連續五屆參加奧運棒球比賽，並拿下3面金牌與2面銀牌，世界盃棒球賽也已經蟬聯了9屆冠軍，因而贏得「紅色閃電」之稱。在世界棒球經典賽中，古巴則是在首屆冠軍賽當中輸給了日本，獲得亞軍。
由於古美關係不睦，因此許多前往美國職棒打拚的球員皆被古巴政府視為叛徒，無法代表國家參與國際賽事，連帶造成近年古巴在國際賽場上不再一枝獨秀。第二屆世界棒球經典賽，古巴於八強賽連續兩場被日本完封而遭到淘汰，此後古巴皆未能晉級準決賽；於世界棒球12強賽，古巴也未曾晉級準決賽。2020東京奧運，古巴於美洲區資格賽出局，隊史首次無法取得奧運參賽資格。

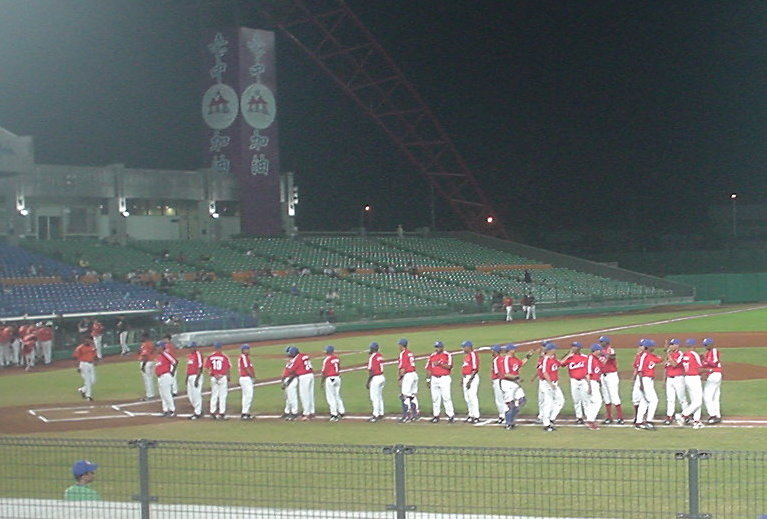
2006年洲際盃棒球賽古巴隊與荷蘭隊的冠軍戰

## 奧運紀錄
- 1992年巴塞隆納奧運－金牌
- 1996年亞特蘭大奧運－金牌
- 2000年雪梨奧運－銀牌
- 2004年雅典奧運－金牌
- 2008年北京奧運－銀牌

## 世界棒球經典賽紀錄
- 2006年世界棒球經典賽－亞軍
- 2009年世界棒球經典賽－第六名
- 2013年世界棒球經典賽－第五名
- 2017年世界棒球經典賽－第五名
- 2023年世界棒球經典賽－殿軍
- 2026年世界棒球經典賽－

## 世界棒球12強賽紀錄
- 2015年世界棒球12強賽－第六名
- 2019年世界棒球12強賽－第十名
- 2024年世界棒球12強賽－第九名

## 泛美錦標賽紀錄
- 冠軍－1951年、1963年、1971年、1975年、1979年、1983年、1987年、1991年、1995年、1999年、2003年、2007年
- 亞軍－1967年

## 世界盃棒球賽紀錄
- 冠軍－1939年、1940年、1942年、1943年、1950年、1952年、1953年、1961年、1969年、1970年、1971年、1972年、1973年、1976年、1978年、1980年、1984年、1986年、1988年、1990年、1994年、1998年、2001年、2003年、2005年
- 亞軍－1941年、2007年
- 季軍－1944年、1951年

## 洲際盃棒球賽紀錄
- 冠軍－1979年、1983年、1985年、1987年、1989年、1991年、1993年、1995年、2002年、2006年、2010年
- 亞軍－1981年、1997年、1999年

## 中美洲加勒比海棒球賽紀錄
- 冠軍－17屆賽事當中贏得14屆。